# Wzniesienia Górowskie
Wzniesienia Górowskie (niem. Stablack, 841.57) – mezoregion fizycznogeograficzny w północnej Polsce i w południowo-zachodniej części obwodu królewieckiego (Rosja), w zachodniej części Niziny Staropruskiej, zaliczany ze względu na typ mezoregionu do wysoczyzn młodoglacjalnych przeważnie z jeziorami w regionie nizin i obniżeń, przechodzący od wschodu i północnego wschodu w Nizinę Sępopolską, od południa w Pojezierze Olsztyńskie i Równinę Ornecką, od zachodu w Równinę Warmińską, od północnego zachodu w Wybrzeże Staropruskie, od północy w równinę związaną z doliną Pregoły.

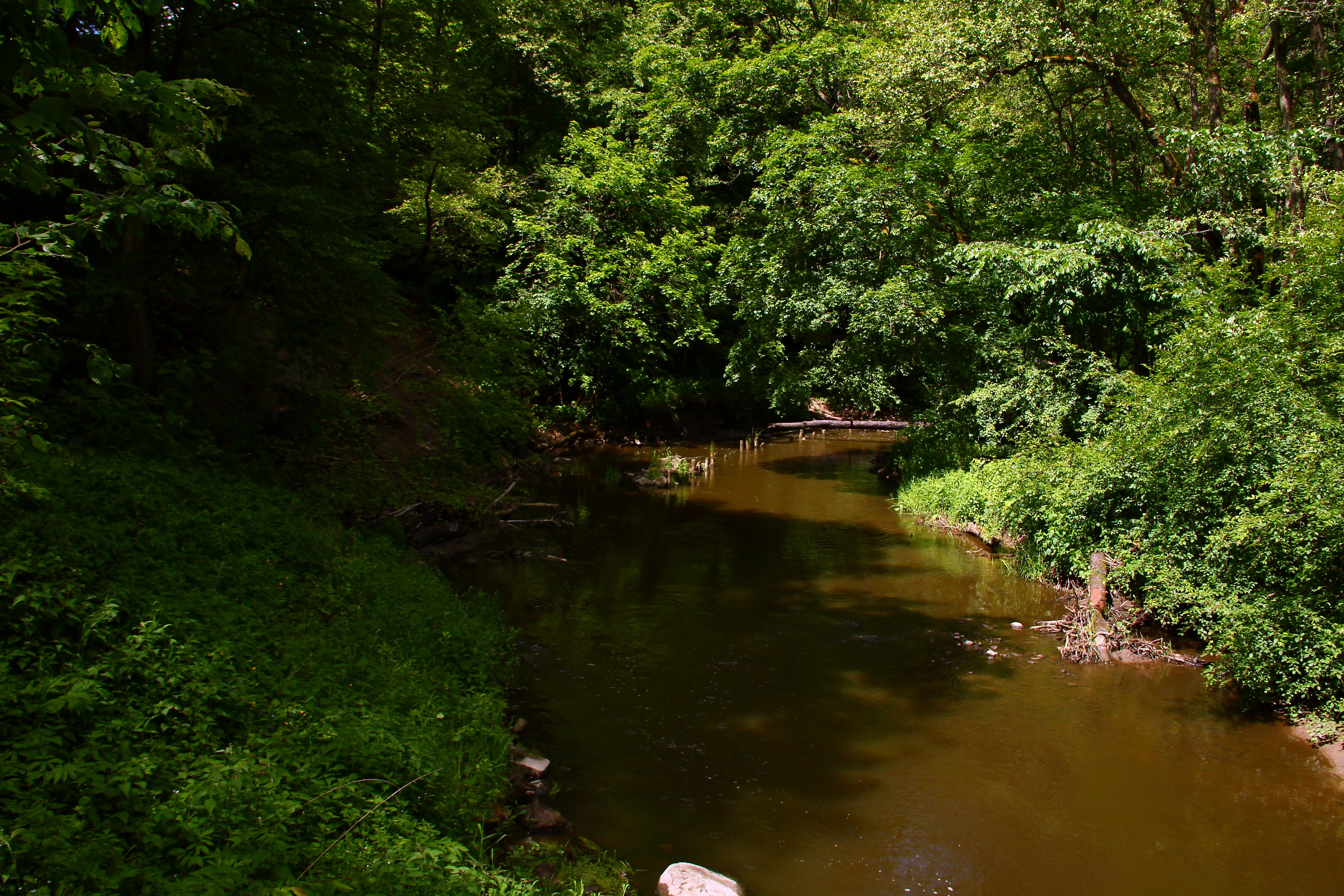
Rezerwat przyrody „Dolina Rzeki Wałszy”

Wysoczyznę tworzy kilka pasm czołowomorenowych, z punktem kulminacyjnym – Górą Zamkową (niem. Schlossberg), o wysokości 216 m n.p.m. Na jej zachodnim zboczu ma źródła Wałsza – prawobrzeżny dopływ Pasłęki. Jezior w mezoregionie jest niewiele. Istnieją rezerwaty przyrody, m.in. „Dolina Rzeki Wałszy” i „Jezioro Martwe”.
Na obszarze wysoczyzny położone są miasta Górowo Iławeckie i Pieniężno.